# Giovanni Bassanesi
Giovanni Bassanesi (Aoste, 27 mars 1905 - Montelupo Fiorentino, 19 décembre 1947) était un photojournaliste, pacifiste et antifasciste italien.

## Biographie
Après avoir obtenu son diplôme d'instituteur, il a commencé à travailler dans l'atelier photographique de son père. Intolérant à l'égard du fascisme, il émigre en 1927 à Paris où il continue à travailler comme photographe et s'inscrit à la faculté de droit de la Sorbonne; dans la capitale française, il fait la connaissance de Carlo Rosselli (fondateur, avec son frère Nello et d'autres, de Giustizia e Libertà (GL)) et d'Alberto Tarchiani et milite dans la Ligue italienne des droits de l'homme, dont il doit se retirer parce qu'il ne partage pas les idéaux communistes de la majorité.

### Le vol au-dessus de Milan
Fasciné par l'aviation, il réussit à obtenir son brevet de pilote, malgré le mal de l'air. Le 11 juillet 1930, avec Gioacchino Dolci et l'organisation logistique du républicain Randolfo Pacciardi, il survole la ville de Milan depuis la Suisse (plus précisément depuis Lodrino, une petite ville du canton du Tessin), et lance 150 000 tracts de propagande antifasciste, portant divers appels qui commencent ou se terminent par l'une des devises du GL, "Insorgere per risorgere" (Se lever pour s'élever), créée par Emilio Lussu,. Sur le vol de retour, après avoir laissé Dolci à Lodrino, Bassanesi continue seul jusqu'à Zurich, mais, au Gothard - à cause du mauvais temps - il s'écrase au sol, se cassant la jambe gauche. Capturé et emprisonné par les autorités suisses, il est jugé à Lugano le 22 novembre 1930, où il est condamné à quatre mois de prison (déjà purgés) pour avoir enfreint les règles de la navigation aérienne. Dans le même procès, Rosselli et Tarchiani sont acquittés, mais les trois accusés sont expulsés du territoire suisse[1]. De retour à Paris, Bassanesi est contraint d'émigrer une nouvelle fois à Bruxelles, où il s'inscrit à la faculté des sciences politiques.

### Exil
Entre 1931 et 1936, il est arrêté à plusieurs reprises et expulsé de pays situés à mi-chemin de l'Europe: le 8 novembre 1931 à Constance (Allemagne); le 6 février 1933 à Hambourg, pour ne pas avoir respecté le décret d'expulsion précédent, et est accompagné à la frontière danoise; le 13 mars 1933, il est expulsé des Pays-Bas et ensuite rejeté par la Grande-Bretagne; le 21 avril de la même année, il est arrêté par la police française et accompagné à la frontière belge. En Belgique, il est immédiatement arrêté pour falsification de documents et, bien qu'acquitté, il est expulsé vers le Luxembourg, d'où il peut retourner en France avec un permis temporaire.

### Persécution fasciste
Entre-temps, il avait rencontré et épousé l'exilée socialiste Camilla Restellini, avec qui il a eu trois enfants. Le 12 décembre 1936, il quitte Nice pour l'Espagne, en tant que photoreporter dans la guerre civile espagnole, où il est arrêté trois fois de plus, accusé d'être un agent provocateur. Le 8 juin 1939, il rentre en Italie et se rend aux autorités fascistes; Mussolini lui accorde cependant sa clémence et ordonne sa libération.
En septembre 1939, Bassanesi et sa femme sont à nouveau arrêtés et envoyés en détention, pour avoir distribué des tracts faisant l'éloge de la paix. Restellini est gracié, mais Bassanesi est enfermé dans un asile à Naples et leurs enfants sont placés dans une institution.
Le 10 juin 1940, il est transféré à l'asile de Nocera Superiore, puis à l'hôpital psychiatrique de Nocera Inferiore, et enfin à celui de Collegno, où Camilla peut enfin lui rendre visite. Grâce à une expertise psychiatrique du professeur Visintini, qui le déclare sain d'esprit, il peut sortir de l'asile et être renvoyé en détention à Ventotene, où il retrouve toutefois un fonctionnaire qu'il avait dénoncé, promu directeur de la colonie.
Ce dernier l'a renvoyé à l'asile de Naples. Après deux ans et demi passés à l'asile, sa femme réussit à obtenir la garde de son mari, déclaré "incapable", et Bassanesi peut retourner à Aoste, grâce à l'intercession de Maria José di Savoia.

### La résistance et l'après-guerre
Il est encore brièvement arrêté deux fois, avant la fin de la guerre, en tant qu'opposant au fascisme et à la Repubblica Sociale Italiana (République sociale italienne), car il est proche du Partito d'Azione et de ses brigades Giustizia e Libertà. En prison, il a dénoncé le médecin de la prison pour avoir établi un certificat de mort naturelle contre un prisonnier politique qui avait probablement été tué par la police.
Après la guerre, il réussit enfin à obtenir un poste permanent d'enseignant dans une école primaire, mais le perd rapidement, en raison de désaccords avec la directrice, après que celle-ci ait modifié les notes sur le registre pour favoriser certains élèves.
Réduit à la pauvreté, éprouvé psychologiquement par ces vicissitudes et ces persécutions répétées, il est à nouveau arrêté, accusé d'avoir battu et mal nourri ses enfants, et le médecin de la prison, celui qu'il avait dénoncé pendant le fascisme, le fait à nouveau déclarer malade mental. Il est donc emprisonné dans l'asile pénal de Montelupo Fiorentino, où il meurt le 19 décembre 1947, à seulement 42 ans.
Camilla Restellini, également internée à l'asile d'Aversa, est ensuite libérée et vit à Aoste avec ses enfants jusqu'en 1952. Elle s'est ensuite installée à Rome, où elle a créé une agence spécialisée dans les services technico-linguistiques pour les congrès, les conventions et les réunions.
Le vol de Bassanesi, comme celui de D'Annunzio au-dessus de Vienne pendant la Première Guerre mondiale, inspirera un autre antifasciste, Lauro De Bosis, qui perdra la vie dans une action similaire de distribution de tracts au-dessus de Rome en 1931.
La petite-fille de Giovanni, Michelle Bassanesi, est également pilote d'avion.

## Référence
1. 1 2 3 4 5 6 7 8 9 10 11 12 13 14  Giovanni Bassanesi: note biografiche.
2. ↑  Insorgere! Risorgere! a écrit l'homme politique et écrivain sarde.
3. ↑  Paolo Ferrari, L'aeronautica italiana: una storia del novecento, Franco Angeli, Milano, 2004, page 186 et suivantes.
4. ↑  Commission d'Aoste, ordre du 11.9.1939 contre Giovanni Bassanesi ("Attività antifascista all'estero"). Adriano Dal Pont, Simonetta Carolini, L'Italia al confino 1926-1943. Le ordinanze di assegnazione al confino emesse dalle Commissioni provinciali dal novembre 1926 al luglio 1943, Milan 1983 (ANPPIA/La Pietra), vol. I, p. 6; Adriano Dal Pont, Simonetta Carolini, L'Italie dissidente et antifasciste. Ordonnances, jugements préliminaires et sentences en chambre du tribunal spécial fasciste contre les personnes accusées d'antifascisme de 1927 à 1943., Milan 1980 (ANPPIA/La Pietra), vol. II, p. 993.
5. ↑  Presentazione del libro "Ali contro Mussolini".
6. ↑  Ricordata ad Aosta l'impresa di Giovanni Bassanesi, in attesa di intitolargli una via ad Aosta (Les exploits de Giovanni Bassanesi rappelés à Aoste, en attendant de donner son nom à une rue d'Aoste).

## Source
- (it) Cet article est partiellement ou en totalité issu de l’article de Wikipédia en italien intitulé « Giovanni Bassanesi » (voir la liste des auteurs).